# Jan Prins (journalist)
Jan Prins (14 mei 1944, Zaandam – 7 maart 2008, Den Haag) was een Nederlands hoofdredacteur en journalist.
Prins werd in Zaanstad geboren in een arbeidersfamilie en begon zijn journalistieke carrière begin jaren 60 als een hulpverslaggever bij De Zaanlander, waarna hij ging werken voor Sijthoff in Den Haag. Later werd hij hoofdredacteur van het Rotterdams Dagblad.